# Roger Rabiniaux
Pour les articles homonymes, voir Bellion.
Roger Bellion, connu sous son nom de plume Roger Rabiniaux (né le 3 décembre 1914 à Levallois-Perret et mort le 27 octobre 1986 à Châtillon) est un préfet, écrivain et poète français.

## Biographie

### Études
Roger Bellion fut élève au lycée François-Ier de Fontainebleau et au lycée Lakanal de Sceaux. Il obtint par la suite une licence de lettres et une de droit.

### Carrière administrative
Nommé instituteur, il devient en 1940 fonctionnaire des Travaux publics, puis en 1942 rédacteur au cabinet du secrétaire d'État aux communications Jean Berthelot.
Ayant reçu l'ordre de la Francisque, il entre dans l'administration préfectorale en 1942, sous le régime de Vichy, carrière qu'il poursuivra après la Libération.
Dans le même temps, il s'engage dans la Résistance ; c'est à ce titre de résistant qu'il sera désigné en 1984 comme expert historique par le juge d'instruction chargé de l'affaire Papon. Comme expert, il conclut que Maurice Papon avait « évité des déportations en opérant 130 radiations dans le fichier des Juifs ».
Son action comme sous-préfet sous l'Occupation est cependant critiquée en 1997 par Michel Slitinsky qui lui reproche d'avoir, comme secrétaire général de la préfecture de Saône-et-Loire, organisé en 1942 des convois de déportés de la zone libre vers les camps de Pithiviers et de Drancy et d'avoir supervisé le STO en Ardèche en 1943.

### Carrière préfectorale
Il eut une longue carrière préfectorale sous le nom de Roger Bellion, occupant notamment les postes suivants : 
- concours de chef de cabinet de préfet, 5 mars 1942
- secrétaire général de l'Ardèche, par intérim  du 19 janvier au 6 mars 1943
- sous-préfet de Forcalquier, par intérim du 25 août au 2 septembre 1944
- sous-préfet de Condom, du 11 janvier au 1er février 1945
- sous-préfet de Saint-Flour, (sous-préfet de troisième classe) du 20 août au 1er septembre 1946, (sous-préfet de deuxième classe) 4 juillet 1949
- sous-préfet de Thiers, (sous-préfet de deuxième classe) du 24 mars au 16 mai 1953, (sous-préfet de première classe) du 28 au 29 novembre 1955
- sous-préfet de Toul, (hors classe personnelle) du 6 juillet au 11 août 1960
- sous-préfet de Sens, (hors classe personnelle) du 13 avril au 11 mai 1962, (hors classe spéciale) 10 octobre 1963 à compter du 1er décembre 1962
- préfet de l'Ariège, du 29 octobre au 22 novembre 1971
- préfet hors cadre, 13 juin 1974[8]

### Carrière artistique
Il publie des poèmes dans diverses revues littéraires avant de faire paraître les cinq volumes d'Un jeune homme des années trente — dont Le Soleil des dortoirs — et se manifeste avec éclat en 1951 en publiant L'Honneur de Pédonzigue, ouvrage parrainé par Maurice Nadeau, Jean Paulhan et Raymond Queneau.
Il a écrit en 1958 une chanson avec Jean Ferrat, interprétée pat Georgie Viennet, Betty de Manchester.

## Récompenses et distinctions
Il a été membre de l'Académie de l'humour, de l'Académie Rabelais, lauréat du prix Guillaume-Apollinaire pour Les Faubourgs du ciel, du Prix Courteline pour Les Enragées de Cornebourg (1957), du prix Sainte-Beuve pour Le Soleil des dortoirs (1965).
Il est promu officier de la Légion d'honneur en 1977 et commandeur de l'Ordre national du mérite en 1986.

## Famille
Il est le père de Dominique Bellion (né le 25 août 1948 à Saint-Flour, Roger Bellion étant alors sous-préfet de l'arrondissement de Saint-Flour) lui aussi préfet.

## Œuvres
- Les Faubourgs du ciel, 1943 — prix Guillaume-Apollinaire (1942)[11]
- L'Honneur de Pédonzigue, préface de Raymond Queneau, Corréâ 1951, et Éditions Cent Pages 2001 et 2003
- Les Vertus craboncrague, Éditions du Scorpion, 1952
- Les Enragées de Cornebourg, Buchet-Chastel, 1957
- Impossible d'être abject, Buchet-Chastel, 1958 et Phébus, 1998
- Les Rues de Levallois, Buchet-Chastel, 1964 — prix Lucien Tisserant (1965) de l'Académie française[12]
- Le Soleil des dortoirs, 1965 — prix Sainte-Beuve
- À la chaleur des hommes, Buchet-Chastel, 1966
- La Bataille de Saumur, Buchet-Chastel, 1971
- Les Bonheurs de la guerre, Buchet-Chastel, 1973
- La Fin de Pédonzigue, Jean-Claude Simoën, 1978